# 布埃伊-布埃约-拉斯克
布埃伊-布埃约-拉斯克（法語：Boueilh-Boueilho-Lasque，法語發音：[bwɛj bwɛjo lask]）是法国大西洋比利牛斯省的一个市镇，属于波城区。该市镇于1843年由原市镇布埃伊（Boueilh）、布埃约（Boueilho）和拉斯克（Lasque）合并而成。

## 地理
布埃伊-布埃约-拉斯克（43°32'32"N, 0°18'46"W）面积17.35 平方千米，位于法国新阿基坦大区大西洋比利牛斯省，该省份为法国东南部省份，涵盖了贝阿恩与北巴斯克，西临大西洋比斯開灣，北至朗德省，东北接热尔省，东临上比利牛斯省，南与西班牙接壤。
与布埃伊-布埃约-拉斯克接壤的市镇（或旧市镇、城区）包括：洛雷、克拉拉克、库布吕克、加尔莱德蒙代巴、加尔兰、普尔西于格-布库、里巴鲁伊。

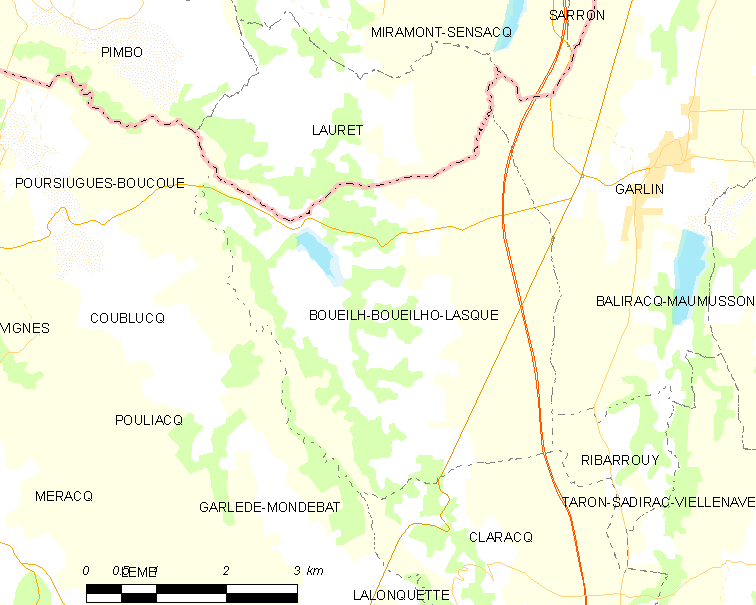
布埃伊-布埃约-拉斯克的OSM定位图

布埃伊-布埃约-拉斯克的时区为UTC+01:00、UTC+02:00（夏令时）。

## 行政
布埃伊-布埃约-拉斯克的邮政编码为64330，INSEE市镇编码为64141。

## 政治
布埃伊-布埃约-拉斯克所属的省级选区为吕伊河土地和维克比伊山坡县。

## 人口

1962-2008年间布埃伊-布埃约-拉斯克人口变化图示

布埃伊-布埃约-拉斯克于2022年1月1日时的人口数量为391人。